# 达吉岭乡
达吉岭乡（藏語：དར་རྒྱས་གླིང་），是中华人民共和国西藏自治区日喀则市萨嘎县下辖的一个乡镇级行政单位。

## 行政区划
达吉岭乡下辖以下地区：
萨拉村、鲁嘎村、帕顿村、萨嘎村和热嘎村。